# Sense and Destroy ARMor

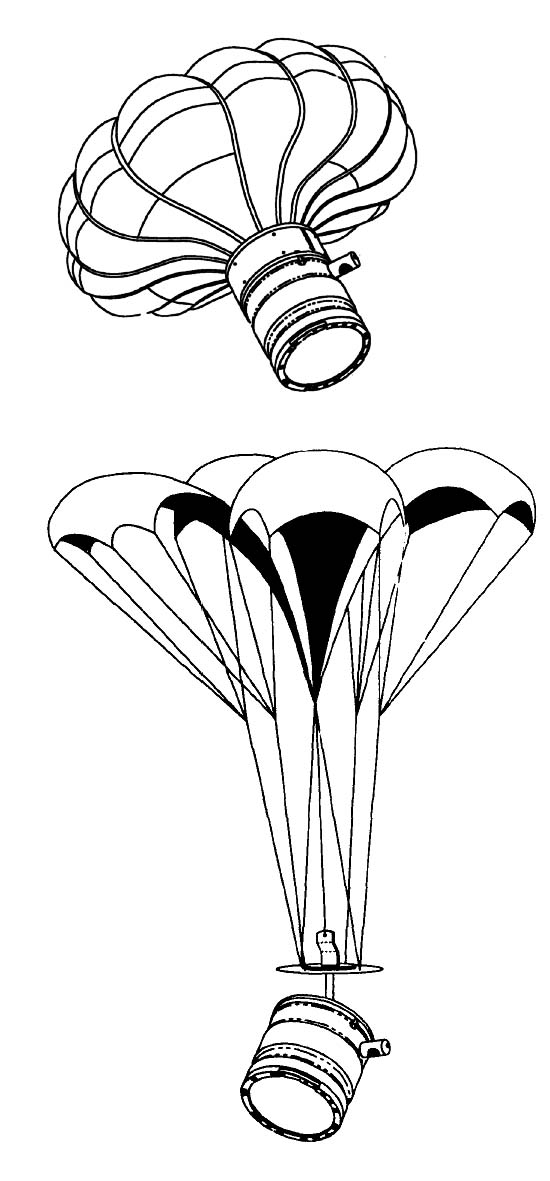
SADARMの子弾。上図ではラムエアーパラシュートが展開されており、下図はボルテックスリングパラシュートが展開されている。

SADARMまたはProject Sense and Destroy ARMorとはアメリカ合衆国が開発したスマート化された子弾である。これは割り当てられた標的区域において戦車を探知、撃破する機能を持つ。

## 経緯

### 開始
この計画の根源は1960年代初期に遡ることができる。元々、子弾を載せるプラットフォームとしては203mm M509 ICM投射体があり、またこの概念は1970年代後期に実証が行なわれていた。1983年、この計画は155mm口径のものへと焦点を移し、標的とするものも自走砲や軽装甲車輌に変更された。技術開発の許可を得た上で、1986年、開発の範囲はM270多連装ロケットシステム（MLRS）の大口径子弾を含むものへと拡大された。
1989年に実施された幾度かの実射試験に成功し、量産が1994年に予定された。しかしながら1993年の先行量産サンプルの試験では、子弾42発中9発のみ標的に命中という低劣な結果しか生じなかった。修正が適用され、追加試験の結果、子弾13発のうち11発が命中した。
小規模量産が1995年に開始され、1996年4月に実施された追加試験は成功に終わった。小規模生産が繰り返され、総計836発の投射体が生産された。

## 解説
M898 155mm SADARM砲弾は通常の155mm砲列から射撃される。先頭部にはM762/M767信管が装着され、標的の1,000m上方で炸裂するよう調定されており、2発のSADARM投射体が放出される。ひとたび子弾が砲弾から放たれると、最初はラムエアーパラシュートが開き、子弾の回転を止めて速度を落とす。次にボルテックスリングパラシュートが展開され、子弾を緩く回転させ、垂直からおよそ30度の角度に吊り下げる。
この回転により子弾のセンサー類は、子弾下方の直径150mほどの区域を走査するため、徐々に狭まる螺旋状の走査軌道を捜索する。センサー類はミリ波レーダー、受動式ミリ波放射計、および赤外線観測装置で構成される。磁力計が兵装の安全解除と照準の補助として用いられる。子弾が目標を探知した際、この兵器の1.5kg LX-14炸薬が炸裂し、爆発成形侵徹体を撃ち出す。これは大半の主力戦車の薄い上面装甲を貫通するに充分なエネルギーを持ち、その射程はおよそ152mである。もし子弾が標的を見つけ出す前に着地した際には、この弾薬は自爆する。ただし正確な貫通力は記述されておらず、事実上の機密となっている。
この子弾はMLRSのロケットでも使用できるよう意図しており、4発から6発が携行される。

## 作戦履歴
このシステムは、2003年のイラク戦争時の戦闘中に初投入された。アメリカ陸軍第3歩兵師団の発射総数は121発、車輌48両を撃破したのは108発のM898 SADARM投射体によるものと報告されている。

## 諸元
- 投射体M898
  - 重量：44kg
  - 全長：805mm
  - 口径：155mm
  - 射程（M109A6からの射撃）：22,500m
- SADARM子弾
  - 全重：11.77kg
  - 弾頭：1.5kg LX-14
  - 全長：204.4mm
  - 直径：147mm
  - 降下率：17m/s
  - 走査レート：456rpm